# Harpyia marginata
Harpyia marginata är en fjärilsart som beskrevs av Barend J. Lempke 1959. Harpyia marginata ingår i släktet Harpyia och familjen tandspinnare. Inga underarter finns listade i Catalogue of Life.